# Polystomammina
Polystomammina es un género de foraminífero bentónico de la subfamilia Polystomammininae, de la familia Trochamminidae, de la superfamilia Trochamminoidea, del suborden Trochamminina, y del orden Trochamminida. Su especie tipo es Trochammina nitida. Su rango cronoestratigráfico abarca el Holoceno.

## Discusión
Clasificaciones previas incluían Polystomammina en el suborden Textulariina del orden Textulariida. Otras clasificaciones lo han incluido en el orden Lituolida.

## Clasificación
Polystomammina incluye a las siguientes especies:
- Polystomammina falklandica
- Polystomammina lobatula
- Polystomammina nitida
- Polystomammina planulata